# エリック・A・ハヴロック
エリック・A・ハヴロック（英: Eric A. Havelock）こと、エリック・アルフレッド・ハヴロック（英: Eric Alfred Havelock、1903年6月3日 – 1988年4月4日）は、イギリス出身で生涯の大部分をカナダとアメリカ合衆国で過ごした古典学者。

## 経歴
出生から修学期
1903年、ロンドンで生まれた。14歳でケンブリッジのレイズ・スクールに入学し、ウィリアム・H・バルガーニーの下で西洋古典学を学んだ。1922年、ケンブリッジ大学エマニュエル・カレッジに進学。大学ではフランシス・マクドナルド・コーンフォードに師事し、ソクラテスとそれ以前の哲学に関して思索を深めた。
西洋古典学・哲学研究者として
1926年、カナダ・アカディア大学で研究職に就いた。1929年、トロントのヴィクトリア大学に入学。1930年代にトロント大学に務め、この頃からフランク・アンダーヒルら同僚と共に社会主義的知識人として政治活動に参加し、社会再建連盟にも加わった。
しかし第二次世界大戦が始まると、社会主義政治団体からは距離を置いた。
戦後
1947年、米国マサチューセッツ州ケンブリッジに移り、ハーバード大学教授となった(1963年まで)。学部長を務めるなど学務を担うとともに、『縛られたプロメテウス』翻訳など研究を進めた。1960年代から1970年代にかけてイェール大学で古典学の教授を務めた。

## 研究内容・業績
研究の大部分は「ギリシア哲学が、口承形式から文字形式へと転換したことによって受けた影響」に関するものであり、特に主著の『プラトン序説』（1963年）でよく知られる。
ハロルド・イニスやマーシャル・マクルーハン等のメディア研究に大きな影響を与えた。

## 家族・親族
- 夫人：エレン・パーキンソンとは1927年に結婚。

## 著作
- The Lyric Genius of Catullus. Oxford: Blackwell, 1939.
- The Crucifixion of Intellectual Man, Incorporating a Fresh Translation into English Verse of the Prometheus Bound of Aeschylus. Boston: Beacon Press, 1950. Reprinted as Prometheus. Seattle: University of Washington Press, 1968.
- The Liberal Temper in Greek Politics. New Haven: Yale University Press, 1957.
- Preface to Plato. Cambridge: Harvard University Press, 1963.
- Prologue to Greek Literacy. Cincinnati: University of Cincinnati Press, 1971.
- The Greek Concept of Justice: From its Shadow in Homer to its Substance in Plato. Cambridge: Harvard University Press, 1978.
- The Literate Revolution in Greece and its Cultural Consequences. Princeton, N.J.: Princeton University Press, 1981.
- The Muse Learns to Write: Reflections on Orality and Literacy from Antiquity to the Present. New Haven: Yale University Press, 1986.

### 日本語訳された著作
- 『プラトン序説』村岡晋一訳、新書館 1997